# Macaca pagensis
Macaca pagensis là một loài khỉ Cựu thế giới đặc hữu quần đảo Mentawai ngoài khơi phía tây Sumatra. Đây được coi là loài cực kỳ nguy cấp do môi trường sống liên tục thu hẹp. Macaca pagensis từng được nhìn nhận là phân loài của Macaca siberu, song cách phân loại này mang tính đa ngành, do vậy hai loài được tách riêng. Cả hai loài về phân loại đều từng là phân loài của Macaca nemestrina.

## Mô tả
Con đực thường lớn hơn con cái. Chiều dài thân mình con đực 45–55 cm, con cái 40–45 cm. Đuôi con đực dài 13–16 cm còn đuôi con cái dài 10–13 cm. Con đực nặng 6–9 kg, con cái nặng 4.5–6 kg. Lưng chúng màu nâu sậm; hai bên cổ, mặt trước vai và mặt bụng mang màu hạt dẻ hay màu thổ hoàng nhạt. Cẳng chân màu nâu, cánh tay màu hung đỏ. Mặt trụi lông, da mặt đen, mắt nâu. Chúng có túi má để đựng thức ăn.

## Môi trường sống
Môi trường sống tự nhiên của M. pagensis là rừng mưa, tuy chúng cũng mon men đến ven sông và rừng thưa-đầm lầy ven biển. Chúng sống cao so với nền rừng, trên tầng tán, kiếm ăn ở độ cao 24 -36 m, và có lúc ngủ ở nơi đạt độ cao 45 m. Thức ăn chính là sung. Thường một bầy kiếm ăn gồm một con đực, một số con cái và con của chúng. Con đực quyết định và thông báo cho bầy bằng tiếng kêu the thé. Những con đực sống một mình có thể thách thức con đực trong bầy để giành vị trí, dẫn đến đánh nhau. Thiên địch của M. pagensis là diều hoa Miến Điện và trăn gấm.

## Sinh sản
Con cái cho thấy mình sẵn sàng giao phối khi cơ quan sinh dục ngoài trở nên sưng đỏ. Con cái cúi mình để mở màn việc giao phối. Thời kì mang thai là 5-6 tháng. Mỗi lứa con mẹ chỉ đẻ một con. Con mẹ ăn nhau thai và liếm sạch mình cho con non.

## Số lượng và mối đe dọa
Loài này sống trên quần đảo Mentawai, cách bờ biển tây Sumatra 150 km. Chúng có mặt trên ba trong bốn đảo lớn của quần (Bắc Pagai, Nam Pagai, Sipura). Do sự phá rừng, IUCN xếp nó vào số các loài cực kỳ nguy cấp. Lý do phá rừng chính là để lấy đất trồng và lấy gỗ.